# ویرجیلیو رینتو
ویرجیلیو رینتو (ایتالیایی: Virgilio Riento؛ ‏ ۲۹ نوامبر ۱۸۸۹ – ۷ سپتامبر ۱۹۵۹) بازیگر اهل ایتالیا بود.
از فیلم‌هایی که وی در آن نقش داشته‌است، می‌توان به عشق است که مرا پیش می‌برد، فابیولا، نشان ونوس، نان، عشق و …، معجزه در میلان، چهار قدم در ابرها، نان، عشق و رؤیاها، همسر زیبای میلر، دانشجویان گاسکونیا، فروشگاه بزرگ، من کاپاتاز هستم، حمل و نقل، فرشته سپید و یک روز در دادگاه اشاره کرد.